# Paul Zindel
Paul Zindel Jr. (Tottenville, 15 maggio 1936 – New York, 27 marzo 2003) è stato un drammaturgo, scrittore e sceneggiatore statunitense.

## Biografia
Paul Zindel Jr è stato autore di otto opere teatrali e nel 1971 vinse il Premio Pulitzer per la drammaturgia con la sua pièce The Effect of Gamma Rays on Man-in-the-Moon Marigolds. È stato inoltre autore di oltre trenta romanzi, due raccolte di racconti e otto sceneggiature.
Paul Zindel Jr è stato sposato con Bonnie Hildebrand dal 1973 al 1998 e la coppia ha avuto due figli: la scrittrice Lizabeth Zindel e il pubblicista David Zindel. Lo scrittore è morto di cancro ai polmoni nel 2003.

## Opere

### Teatro
- The Effect of Gamma Rays on Man-in-the-Moon Marigolds (1965)
- The Ladies Should Be in Bed
- And Miss Reardon Drinks A Little (1967)
- Let Me Hear You Whisper (1969)
- The Secret Affairs of Mildred Wild (1969)
- Every 17 Minutes the Crowd Goes Crazy
- Ladies at the Alamo (1977)
- Amulets Against the Dragon Forces (1989)

### Letteratura
- The Pigman (1968)
- My Darling, My Hamburger (1969)
- Harry and Hortense at Hormone High (1984)
- A Begonia for Miss Applebaum (1989)
- David & Della (1993)

### Cinema
- Voglio la libertà (Up the Sandbox), regia di Irvin Kershner (1972) - sceneggiatura
- Mame, regia di Gene Saks (1974) - sceneggiatura
- Maria's Lovers, regia di Andrej Končalovskij (1984) - sceneggiatura
- A 30 secondi dalla fine (Runaway Train), regia di Andrej Končalovskij (1985) - sceneggiatura